# Battaglia di Sena Gallica
La battaglia di Sena Gallica fu una battaglia navale combattuta al largo delle coste italiane del mar Adriatico nell'autunno del 551, tra le flotte dell'impero bizantino e del regno ostrogoto, durante la guerra gotica (535-553). Prende il nome dalla città di Sena Gallica, l'odierna Senigallia, vicino a cui si svolse. Lo scontro si verificò perché il porto di Ancona, l'ultimo in Adriatico rimasto in mani bizantine, era assediato dai goti e la sua perdita avrebbe avuto per l'impero conseguenze gravissime. La battaglia segnò anche la fine del breve tentativo dei Goti di annullare il dominio della marina bizantina sui mari, e l'inizio della riscossa imperiale in questa guerra, sotto la guida di Narsete. Fu anche l'ultima grande schermaglia navale combattuta nel Mediterraneo per oltre un secolo, fino alla battaglia di Dhāt al-sawārī del 655.

## Contesto storico
Nel 550 la guerra gotica era giunta al quindicesimo anno. I primi anni della guerra avevano visto una serie di successi per la relativamente ridotta forza bizantina guidata da Belisario, che aveva portato alla caduta di Ravenna ed all'apparente restauro del controllo imperiale sull'Italia (540). In seguito l'imperatore Giustiniano richiamò Belisario. I comandanti rimasti iniziarono a litigare tra loro, mentre i Goti radunavano le forze. Sotto il comando del carismatico nuovo re, Totila, ben presto i Goti ribaltarono la situazione, sovrastando le forze imperiali. Neanche il ritorno di Belisario riuscì a contenere la forza degli Ostrogoti. Nel 550 i Romani possedevano ormai solo una manciata di roccaforti costiere sulla terraferma e, nella primavera di quell'anno, Totila invase anche la Sicilia, base strategica dei Romani. Nel tentativo di impedire ai Bizantini un facile accesso all'Italia, bloccando quindi lo sbarco di forze fresche, Totila creò una flotta di 400 navi per contendere i mari all'impero. Nello stesso momento Giustiniano allestì l'ultimo grande tentativo di riconquistare l'Italia, a capo del quale pose l'eunuco Narsete.
Totila, informato del trattato che si stava preparando, era determinato ad impedire ai nemici l'accesso alle loro basi su suolo italiano, soprattutto Crotone ed Ancona. Si ritirò dalla Sicilia, e mentre le sue truppe assediavano Ancona, con 47 navi che la isolavano anche dal mare, Totila spedì il resto della flotta, 300 navi, a fare un'incursione sulle coste dell'Epiro e delle isole Ionie. Ancona stava per cadere, e quindi il generale Valeriano, comandante di Ravenna, scrisse a Giovanni, un generale particolarmente esperto che si trovava a Salona in Dalmazia in attesa dell'arrivo di Narsete e del suo esercito, chiedendogli di spedire alcuni rinforzi:
(Procopio, La Guerra Gotica, IV, 24.)
Letta la richiesta per iscritto di aiuto, immediatamente Giovanni mise a disposizione 38 navi con i suoi veterani, a cui si unirono dopo poco tempo altre 12 unità navali comandate da Valeriano stesso. La flotta di Giovanni salpò le ancore per raggiungere Scardone, dove presto furono raggiunti dalle altre dodici navi al comando di Valeriano. Riunite le forze, raggiunsero Sena Gallica, circa 27 km a nord di Ancona, apprestandosi a combattere la flotta ostrogota. Come si evince dalle arringhe che Procopio mette in bocca ai generali delle opposte fazioni, l'esito della guerra avrebbe avuto un'importanza decisiva; nell'orazione rivolta da Valeriano all'esercito, molto probabilmente mai veramente pronunciata, ma solo un abbellimento retorico di Procopio, viene affermato:
(Procopio, La Guerra Gotica, IV, 23.)

## Battaglia
Dal momento che le due flotte era quasi equivalenti, i due comandanti Goti, Indulfo e Gibal (il primo era un ex uomo di Belisario), decisero di affrontare immediatamente i Romani in battaglia, e salparono.
A differenza di quanto succedeva in antichità classica, le navi da battaglia del VI secolo non possedevano arieti; i combattimenti navali erano dominati da scambio di proiettili ed abbordaggi. In questo tipo di combattimenti l'esperienza e l'abilità di mantenere compatta la formazione della flotta era essenziale, e le ciurme bizantine avevano certo più esperienza di quelle gote. Presto, nel cuore della battaglia, alcune navi gotiche uscirono dal gruppo principale e vennero facilmente distrutte, mentre le altre navigavano troppo vicine impedendosi a vicenda la manovra:
(Procopio, La Guerra Gotica, IV, 23.)
Alla fine la debole flotta gotica venne disintegrata e le loro navi tentarono la fuga. Persero 36 navi, e lo stesso Gibal venne catturato, mentre Indulfo e gli altri sopravvissuti fuggirono verso Ancona. Appena giunto vicino al campo base dell'esercito tirò in secca le navi e gli diede fuoco.
Questa incredibile sconfitta scoraggiò la forza gotica, che immediatamente tolse l'assedio ad Ancona fuggendo. Seguita poco dopo da una serie di successi romani, la battaglia navale di Sena Gallica può essere indicata come l'arresto dell'avanzata barbara nella guerra gotica, e l'inizio della riscossa per l'impero bizantino.